# Dia Mundial Humanitário
Dia Mundial Humanitário foi designado em 19 de agosto pela Assembleia Geral das Nações Unidas, em sua sessão plenária de 11 de dezembro de 2008, para homenagear todos os trabalhadores humanitários e funcionários das Nações Unidas que perderam suas vidas no cumprimento de suas missões e trabalhando na promoção da causa humanitária, apoiando as vítimas de conflitos armados. Na mesma ocasião, foi aprovada a proposta da Suécia sobre "Fortalecimento da Coordenação da Assistência Humanitária de Emergência das Nações Unidas".
A resolução convida todos os Estados-Membros - o sistema das Nações Unidas - dentro dos recursos existentes, bem como outras organizações internacionais e organizações não governamentais, a observar anualmente esse dia, que também é o Dia da Memória dos Trabalhadores Humanitários, que foram mortos no exercício do seu trabalho.
19 de agosto corresponde ao dia em que o Alto Comissário das Nações Unidas para os Direitos Humanos, Sérgio Vieira de Mello, designado como representante especial do Secretário Geral das Nações Unidas para o Iraque, além de outros 21 funcionários e colaboradores da ONU em Bagdá morreram, durante o cumprimento de missão de paz, em um atentado em 2003.
O OCHA, Escritório das Nações Unidas para a Coordenação de Assuntos Humanitários lidera o planejamento e orientação das celebrações do Dia Mundial Humanitário pelos governos, pelas Nações Unidas, pelas organizações humanitárias internacionais e ONGs de todo o mundo.
O Dia Mundial Humanitário foi comemorada pela primeira vez em 19 de agosto de 2009, no ano de 2012 a cantora americana Beyoncé Knowles foi nomeada embaixadora da causa, Beyoncé doou sua música I Was Here do seu 4.º álbum de estúdio o 4 para o projeto que ganhou o nome de I WAS HERE. Em 19 de agosto de 2012 Beyoncé gravou um vídeo clipe ao vivo na sede da ONU em Nova York.